# Aiptasiomorpha elongata
Aiptasiomorpha elongata is een zeeanemonensoort uit de familie Diadumenidae.
Aiptasiomorpha elongata is voor het eerst wetenschappelijk beschreven door Carlgren in 1951.